# Nepenthes maxima
Nepenthes maxima Reinw. ex Nees, 1824 è una pianta carnivora della famiglia delle Nepenthaceae.

## Distribuzione e habitat
È diffusa in Nuova Guinea, Sulawesi) e nelle isole Molucche.
Recentemente è stata segnalata anche nella catena del monte Hamiguitan, nelle Filippine meridionali (Mindanao).
Cresce come epifita nella foresta nebulosa o terrestre nei campi paludosi, ad altitudini comprese tra 600 e 2500 m.